# Hèctor Peralta i Ruiz
Héctor Peralta i Ruiz (Castellón de la Plana, 16 de octubre de 1996) es un político, activista valenciano y radioaficionado. Fue portavoz del Jovent Republicà del País Valencià desde octubre de 2021 hasta octubre de 2023, momento en que expiró su mandato y renunció a optar a un segundo mandato, dejando paso al que era su secretario de organización Pau Sadurní. Actualmente, es miembro de la Ejecutiva de Esquerra Republicana del País Valencià.
Comenzó a militar en el Jovent Republicà y en ERPV en marzo del 2021. En el XIV Congreso Federal del Jovent Republicà del País Valenciano fue elegido portavoz con el apoyo de la unanimidad de la asamblea. En las elecciones del 2023 fue el candidato de las juventudes de ERPV a las Corts Valencianes y a la alcaldía de Castellón de la Plana dentro de la lista de Esquerra Republicana del País Valencià.